# No Seon-yeong
No Seon-yeong (kor. 노 선영; ur. 19 października 1989 w Seulu) – południowokoreańska łyżwiarka szybka, brązowa medalistka mistrzostw świata.

## Kariera
Pierwszy sukces w karierze No Seon-yeong osiągnęła w 2005 roku, kiedy wspólnie z koleżankami z reprezentacji zdobyła srebrny medal w biegu drużynowym podczas mistrzostw świata juniorów w Seinäjoki. Wynik ten powtarzała na mistrzostwach świata juniorów w Erfurcie w 2006 roku i rozgrywanych rok później mistrzostwach świata juniorów w Innsbrucku. W 2007 roku zdobyła też złoty medal w wieloboju. W kategorii seniorek pierwszy medal zdobyła w 2013 roku, wspólnie z Kim Bo-reum i Park Do-yeong zajmując trzecie miejsce w biegu drużynowym na dystansowych mistrzostwach świata w Soczi. Nigdy nie stanęła na podium indywidualnych zawodów Pucharu Świata, jednak w drużynie dokonała tego parokrotnie. Najlepsze wyniki osiągnęła w sezonie 2012/2013, kiedy była czternasta w klasyfikacji końcowej w starcie masowym. W 2006 roku brała udział w igrzyskach olimpijskich w Turynie, gdzie jej najlepszym wynikiem było dziewiętnaste miejsce na dystansie 3000 m. Wynik ten powtórzyła na rozgrywanych cztery lata później igrzyskach w Vancouver, zajmując też między innymi ósme miejsce w drużynie. Brała również udział w igrzyskach olimpijskich w Soczi w 2014 roku, ponownie zajmując ósme miejsce w biegu drużynowym. Indywidualnie zajęła 25. miejsce w biegu na 3000 m i 29. miejsce na dwukrotnie krótszym dystansie.